# Wilhelm Steputat
Wilhelm "Willy" Steputat, lit. Vilius Steputaitis (ur. 29 lutego 1868 w dobrach Bokellen w powiecie Gierdawy, zm. 1 stycznia 1941 tamże) – niemiecki pisarz i poeta, prawnik, polityk, działacz mniejszości litewskiej w Prusach Wschodnich, prezes dyrektoriatu Kraju Kłajpedy (1921–1923). 

## Życiorys
Uczęszczał do gimnazjum w Wystruci, później studiował prawo i ekonomię na uniwersytetach w Królewcu, Genewie i Greifswaldzie. Był radcą rządowym w Gąbinie. W 1913 wybrano go drugim litewskim posłem do pruskiego Landtagu, mandat uzyskał w okręgu Tylża–Ragneta. Wziął udział w I wojnie światowej, podczas której i po której kontynuował działalność literacką: pisał poezje, aforyzmy, opowiadania i słowniki. Z uznaniem o jego twórczości wypowiadał się m.in. Kurt Tucholsky, chwaląc "Leksykon rymów". 
6 sierpnia 1921 został powołany przez francuskiego komisarza Kłajpedy na stanowisko prezesa Dyrektoriatu. Starał się balansować między wielkimi mocarstwami a państwami regionu niechętnie patrząc na przyłączenie regionu do Litwy. 26 marca 1922 przybył wraz z delegacją Dyrektoriatu do Warszawy celem podpisania rocznej umowy handlowo-transportowej między Krajem Kłajpedy a Polską. Sprzeciwił się litewskiej agresji na okręg w styczniu 1923 bezskutecznie próbując namówić gubernatora Petisné do stworzenia oddziałów samoobrony. Po włączeniu Kłajpedy do Litwy zrezygnował ze stanowiska i przeniósł się do swych dóbr gierdawskich, w których doczekał śmierci. 
Pozostawił po sobie córką Birutę (zamężną Ludwig), która wydała po II wojnie światowej powieść „Bokellen, dobra szlacheckie w Prusach Wschodnich”, gdzie opisuje historię rodu na tle przeszłości regionu.

## Publikacje
- "Deutsches Reimlexikon" (Lipsk 1891)
- "Die Trappisten" (Lipsk 1904)
- "Litauischer Sprachführer" (Tylża 1916)
- "Eine Kostprobe", zbiór poezji (Gierdawy 1927)